# GN Волопаса
GN Волопаса (лат. GN Boötis) — тройная звезда в созвездии Волопаса на расстоянии приблизительно 457 световых лет (около 140 парсеков) от Солнца. Видимая звёздная величина звезды — от +11,35m до +10,75m.
Пара первого и второго компонентов — двойная затменная переменная звезда типа W Большой Медведицы (EW)*. Орбитальный период — около 0,3016 суток (7,2384 часа).

## Характеристики
Первый компонент — жёлтый карлик спектрального класса G5, или G8V. Масса — около 0,99 солнечной, радиус — около 0,97 солнечного, светимость — около 0,688 солнечной. Эффективная температура — около 5310 K.
Второй компонент — жёлтая звезда спектрального класса G4. Эффективная температура — около 5068 K.
Третий компонент. Масса — около 0,21 солнечной. Орбитальный период — около 9,5632 года*.